# 가흥 (서량)
가흥(嘉興)은 중국 서량(西凉) 이흠(李歆)의 연호이다. 417년 2월에서 420년 7월까지 3년 6개월 동안 사용하였다. 420년 7월, 이흠은 북량(北凉)의 저거몽손(沮渠蒙遜)에게 패하여 사로잡혀 처형당했으며 서량은 일시적으로 멸망하였다.
같은 시기에 사용된 다른 연호로는 동진(東晉)에서 사용한 의희(義熙 : 405년 ~ 418년), 원희(元熙 : 419년 ~ 420년), 후진(後秦)에서 사용한 영화(永和 : 416년 ~ 417년), 서진(西秦)에서 사용한 영강(永康 : 412년 ~ 419년), 건홍(建弘 : 420년 ~ 428년), 북량(北凉)에서 사용한 현시(玄始 : 412년 ~ 428년), 하(夏)에서 사용한 봉상(鳳翔 : 413년 ~ 418년), 창무(昌武 : 418년 ~ 419년), 진흥(眞興 : 419년 ~ 425년), 북연(北燕)에서 사용한 태평(太平 : 409년 ~ 430년), 송(宋)에서 사용한 영초(永初 : 420년 ~ 423년), 북위(北魏)에서 사용한 태상(泰常 : 416년 ~ 423년)이 있다.

## 연대대조표
| 가흥                | 원년            | 2년                 | 3년                 | 4년             |
| 서력                | 417년           | 418년               | 419년               | 420년           |
| 육십간지 (六十干支) | 정사(丁巳)      | 무오(戊午)          | 기미(己未)          | 경신(庚申)      |
| 동진 (東晉)         | 의희(義熙) 13년 | 14년                | 원희(元熙) 원년     | 2년             |
| 후진 (後秦)         | 영화(永和) 2년  | -                   | -                   | -               |
| 서진 (西秦)         | 영강(永康) 6년  | 7년                 | 8년                 | 건홍(建弘) 원년 |
| 북량 (北凉)         | 현시(玄始) 6년  | 7년                 | 8년                 | 9년             |
| 하 (夏)             | 봉상(鳳翔) 5년  | 6년 창무(昌武) 원년 | 2년 진흥(眞興) 원년 | 2년             |
| 북연 (北燕)         | 태평(太平) 9년  | 10년                | 11년                | 12년            |
| 송 (宋)             | -               | -                   | -                   | 영초(永初) 원년 |
| 북위 (北魏)         | 태상(泰常) 2년  | 3년                 | 4년                 | 5년             |

## 같이 보기
- 중국의 연호

| 이전 연호 건초(建初) | 중국의 연호 서량(西凉) | 다음 연호 영건(永建) |